# Airport (métro de Hong Kong)
Pour les articles homonymes, voir Airport.
Airport (chinois traditionnel : 機場; Jyutping : gei1 coeng4; pinyin : jī chǎng) est une station sur l'Airport Express du MTR de Hong Kong. Il dessert l'aéroport international de Hong Kong.